# French Open 2016 – čtyřhra legend do 45 let
Mužská čtyřhra legend do 45 let na French Open 2016 byla hrána v rámci dvou tříčlenných skupin. V základní skupině se páry utkaly systémem „každý s každým“. Vítězná dvojice z každé skupiny postoupila do finále.
Obhájcem titulu byli španělští antukáři Juan Carlos Ferrero a Carlos Moyà, kteří dokázali turnaj opět vyhrát. Ve finále zdolali zástupce francouzského tenisu Sébastiena Grosjeana a Fabrice Santora po dvousetovém průběhu 6–4 a 6–4.

## Pavouk
| Legenda                                                       |                                                                        |                                                   |
| - Q – kvalifikant - WC – divoká karta - LL – šťastný poražený | - Alt – náhradník - SE – zvláštní výjimka - PR/SR – žebříčková ochrana | - w/o – bez boje - r – skreč - d – diskvalifikace |

### Finále
| Finále |                                    |   |   |  |
|        |                                    |   |   |  |
|        |                                    |   |   |  |
| A1     | Sébastien Grosjean Fabrice Santoro | 4 | 4 |  |
| B2     | Juan Carlos Ferrero Carlos Moyà    | 6 | 6 |  |

### Skupina A
|    |                                     | S Grosjean F Santoro | J Kafelnikov A Medveděv | T Enqvist M Norman | Zápasy | Sety | Hry   | Pořadí |
| A1 | Sébastien Grosjean Fabrice Santoro  |                      | 6–2, 4–6, [11–9]        | 6–4, 6–4           | 2–0    | 4–1  | 23–16 | 1.     |
| A2 | Jevgenij Kafelnikov Andrij Medveděv | 2–6, 6–4, [9–11]     |                         | 6–4, 3–6, [11–13]  | 0–2    | 2–4  | 18–22 | 3.     |
| A3 | Thomas Enqvist Magnus Norman        | 4–6, 4–6             | 4–6, 6–3, [13–11]       |                    | 1–1    | 2–3  | 19–22 | 2.     |

Pořadí bylo určeno na základě následujících kritérií: 1) počet vyhraných utkání; 2) počet odehraných utkání; 3) u tří párů se stejným počtem výher rozhodovalo: a) procento vyhraných setů, b) procento vyhraných her; 5) rozhodnutí řídící komise.

### Skupina B
|    |                                 | A Clément N Escudé | JC Ferrero C Moyà | M Chang À Corretja | Zápasy | Sety | Hry   | Pořadí |
| B1 | Arnaud Clément Nicolas Escudé   |                    | 2–6, 6–7(5–7)     | 1–6, 4–6           | 0–2    | 0–4  | 13–25 | 3.     |
| B2 | Juan Carlos Ferrero Carlos Moyà | 6–2, 7–6(7–5)      |                   | 6–3, 6–3           | 2–0    | 4–0  | 25–14 | 1.     |
| B3 | Michael Chang Àlex Corretja     | 6–1, 6–4           | 3–6, 3–6          |                    | 1–1    | 2–2  | 18–17 | 2.     |

Pořadí bylo určeno na základě následujících kritérií: 1) počet vyhraných utkání; 2) počet odehraných utkání; 3) u tří párů se stejným počtem výher rozhodovalo: a) procento vyhraných setů, b) procento vyhraných her; 5) rozhodnutí řídící komise.